# B1 Draco
Draco — самохідна зенітна гармата розроблена OTO Melara як приватна ініціатива. Є подальшим розвитком Otomatic SPAAG створеної в середині 1980-х. Otomatic перевершив багато зенітних артилерійських систем, але не був прийнятий на службу. Draco вперше було представлено в 2010 році. Зараз систему активно пропонують покупцям, тому дата початку серійного випуску не відома.

## Конструкція
Попередня башта Otomatic була більш важкою і потребувала танковий корпус. Вага башти Draco була зменшена завдяки покращенню електроніки за останні два десятиліття. Також використано новий компактний радар.
Draco SPAAG (Self-Propelled Anti-Aircraft Gun — самохідна зенітна гармата (СЗГ)) розроблена для боротьби з повітряними цілями, такими як гелікоптери, літаки, безпілотники та ракети класу «Повітря-Поверхня». Також її можна використовувати проти наземних цілей. Цю гармату можна використовувати для підтримки бойових операцій, захисту конвоїв або як точку оборони. Можна використовувати для захисту узбережжя. Максимальна дальність стрільби по морських цілях становить 20 км.
Безлюдна башта витримує влучання куль калібру 7,62×39 мм і осколки артилерійських снарядів. Також можна встановити додаткову броню.
Екіпаж гармати складається з трьох людей — командира, механіка-водія та навідника.
Башта Draco встановлюється на корпус із колісною формулою 8x8, а також на гусеничний транспорт. Машина вперше була представлена на шасі з колісною формулою 8x8 Centauro. На машині встановлено дизельний двигун Iveco MTCA з турбонаддувом потужністю 520 к.с. Перша і друга вісь використовуються для кермування, на низьких швидкостях застосовується також і четверта вісь. Машина має боєстійкі шини і оснащена центральною системою підтримання тиску в шинах.

## Озброєння
На машині встановлено дистанційно керовану башту з вмонтованою 76-мм швидкострільною морською гарматою. Гармата має автоматичну систему заряджання револьверного типу. Для гармати придатні всі стандартні 76-мм набої, керовані ракети, C-Ram та боєприпаси що вражають броньовані цілі згори. Швидкість вогню складає 80-100 пострілів за хвилину. Боєзапас револьверних контейнерів складає 12 зарядів і дозволяє обирати вид боєприпасу. Додаткових 24 набої зберігаються в автоматичному магазині, що розташований у корпусі.
Сучасні СЗГ зазвичай оснащені 20—40 мм гарматами. Така потужна гармата була обрана через дальність її стрільби. Максимальна дальність стрільби становить 6—8 км. Така дальність типова для схожих сучасних гібридних гарматно-ракетних систем протиповітряної оборони. Draco може атакувати гелікоптери до того, як вони зможуть випустити керовані протитанкові ракети.